# 오징어 게임 시즌 2
본 문서의 이해를 돕기 위한 비자유 그림이 있습니다. 
링크의 파일을 직접 올려 주세요
《오징어 게임 시즌 2》(영어: Squid Game 2)는 2022년 6월 13일 제작이 공식화된 넷플릭스의 드라마이다. 대한민국의 디스토피아 생존 스릴러 공포 TV 시리즈인, 2021년 공개된 《오징어 게임》의 후속편(시즌 2)이다. 드라마가 흥행한 이후 후속편 제작 논의가 시작되었으며, 넷플릭스는 황동혁 감독의 메시지와 함께 6월 13일 후속편 제작이 공식 확정되었음을 발표하였다. 대한민국 작가이자 텔레비전 감독인 황동혁이 제작했다. 넷플릭스가 제작했으며 2024년 12월 26일 공개됐다.
이번 시즌에는 이정재, 위하준, 이병헌, 임시완, 강하늘, 이진욱, 박성훈, 양동근, 조유리, 강애심, 이서환 등이 출연한다. 성기훈이 오징어 게임에서 승리한 후 3년 만에 새로운 각오로 돌아온다. 신비한 서바이벌 게임에 다시 뛰어들며, 상금 456억 원을 걸고 새로운 참가자들이 모여 또 다른 사활 게임을 시작한다.
마지막 시즌인 시즌 3는 2025년 6월에 출시될 예정이다.

## 제작 배경
감독의 메시지를 통하여 주인공 기훈 역의 이정재와 프론트맨 역의 이병헌이 다시 출연할 것임을 시사하였다. 또한 '무궁화 꽃이 피었습니다'의 인형 영희의 남자친구 철수가 출연할 것임도 밝혔다.
 <전략>...
그리고 이제, 기훈이 돌아옵니다.
프론트맨이 돌아옵니다. 시즌 2가  돌아옵니다.
...<후략>

'오징어 게임'의 제작자, 작가, 감독 황동혁— 넷플릭스가 공개한 황동혁 감독의 메시지 중 일부 발췌

2023년 6월 18일, 넷플릭스 코리아 유튜브를 통하여 이정재(성기훈 역), 이병헌(프론트맨 역), 위하준(황준호 역) 및 임시완, 강하늘, 박성훈, 양동근, 그리고 공유[오징어 게임(딱지치기) 브로커 역] 등이 나오는 캐스팅 발표 영상을 게재하였다. 괄호 안에 배역이 표시된 배우들은 1편에 출연하였었다.
2024년 2월 1일, 넷플릭스 NEXT ON NETFLIX 2024 영상을 통하여 2024년 방영작 중 하나로 확인되었다. 그리고 스틸 사진이 공개되었다. 2024년 11월 1일, 유튜브를 통하여 티저 영상이 공개되었다.
시즌 2에서 이정재의 개런티는 회당 10억 원에 달한다는 보도가 나왔다. 이정재, 이병헌 등 주연진의 개런티를 제외한 제작비는 1,000억 원 규모라고 한다. 디즈니+의 야심작이었던 만달로리안 시즌 1이 8부작에 제작비 1억 달러가 투입되었으므로 6부작에 제작비 8천만 달러가 투입되어 비슷한 규모의 회당 제작비가 들어가는 오징어 게임 시즌 2도 블록버스터 영화 못지않은 완성도를 보여줄 수 있을 것이라는 전망이 나온다. 거물급 배우도 많지만 이번에도 시즌 1처럼 스크린에서 많이 비춰지지 않은 배우들도 많이 나올 듯하다.
황동혁 감독의 말에 따르면, 한때는 더 이상 후속 시즌을 만들지 않겠다고 스스로 맹세했음에도 불구하고 마음을 바꿔 시즌 2를 만들게 된 이유에 대해, 시즌 1의 흥행 대박에도 불구하고 자신은 그에 따른 금전적 보상을 제대로 받지 못 했다고 하며 돈을 벌기 위해 시즌 2 제작을 결정했다고 한다.
드라마 홍보를 위해, 넷플릭스 측에서는 최근 뉴욕에서 오징어 게임 체험전을 열었다고 한다.
티저 예고편에서 성기훈이 "나는 이 게임을 해봤어요!"라고 외치나 곧이어 다른 참가자에게 "그런 놈이 여기를 왜 다시 기어들어 와?"라고 반박당하는 장면(약 1분 4초 경)이 마치 밸런스나 운영이 개판인 게임을 욕하면서도 접지 못하고 다시 돌아오게 되는 고인물 유저들의 상황과 절묘하게 맞아 떨어져 밈이 되고 있다. 수험생들 사이에서는 대학수학능력시험을 정신 나간 게임에, 그럼에도 다시 기어들어오는 반수생들을 성기훈에 비유하는 밈도 있었다. 물론 예고편에서 보여진 작중 전개는 정 반대 상황이긴 하다.
황동혁 감독은 T.O.P 출연 논란에 대해 "결과물로써 시청자들에게 보여줄 수 밖에 없겠다고 생각해서 캐스팅을 철회하지 않고 고집했다."라고 말했다.
2025년 1월에 콜 오브 듀티: 블랙 옵스 6 와 함께 콜라보를 진행할 예정이다.
엑스박스와의 콜라보를 통해 오징어 게임 디자인의 엑스박스 컨트롤러를 이벤트 경품으로 지급할 예정이다.

## 에피소드
| 번호 | 제목             | 본 공개 날짜     |
| ---- | ---------------- | ---------------- |
| 1    | "빵과 복권"      | 2024년 12월 26일 |
| 2    | "할로윈 파티"    | 2024년 12월 26일 |
| 3    | "001"            | 2024년 12월 26일 |
| 4    | "여섯 개의 다리" | 2024년 12월 26일 |
| 5    | "한 판 더"       | 2024년 12월 26일 |
| 6    | "O X"            | 2024년 12월 26일 |
| 7    | "친구와 적"      | 2024년 12월 26일 |

## 출연

### 주요 참가자
- 이정재 : 456번 성기훈 역
- 임시완 : 333번 이명기 역
- 강하늘 : 388번 강대호 역
- 조유리 : 222번 김준희 역
- 양동근 : 007번 박용식(장금자 아들) 역
- 강애심 : 149번 장금자(박용식 모친) 역
- 박성훈 : 120번 조현주 역
- 이진욱 : 246번 박경석(화가) 역, , 혈액암을 앓고 있는 딸 나연을 위해 게임에 참가한다.
- 이서환 : 390번 박정배 역
- 박규영 : 세모 11번 병정 강노을(탈북민) 역, 총격 사건으로 두고 온 가족을 찾기 위해 다른방식으로 게임에 참가한다.
- 최승현 : 230번 타노스(본명 최수봉, 전직 래퍼) 역

### 주변 참가자
- 채국희 : 선녀(044번) 역
- 이다윗 : 민수(125번) 역
- 노재원 : 남규(124번) 역
- 원지안 : 세미(380번) 역

### 기타 참가자
- 이병헌 : 001번 오영일 역 - 오징어게임의 프론트맨이자 황준호의 형, 참가자로 위장하여 게임에 임한다.
- 미상 : 002번 역
- 미상 : 003번 역
- 서수찬 : 004번 역
- 조시내 : 006번 박미화 역
- 노인철 : 008번 역
- 강이은 : 009번 역
- 공세영 : 013번 역
- 하슬기 : 014번 역
- 이하늬 : 015번 선한남 역
- 심성호 : 016번 역
- 고성 : 020번 역
- 김준환 : 023번 역
- 조성준 : 024번 역
- 김윤봉 : 029번 역
- 윤효식 : 036번 역
- 우정국 : 039번 도시락남 역
- 백진응 : 042번 역
- 최희도 : 043번 역
- 권재환 : 045번 역
- 김동영 : 046번 역
- 백승철 : 047번 권병수 역
- 김병기 : 048번 역
- 정미란 : 049번 역
- 정환욱 : 050번 역
- 신민호 : 056번 역
- 조중연 : 058번 역
- 최민호 : 059번 역
- 김경희 : 064번 역
- 최순진 : 066번 역
- 류연영 : 067번 역
- 한동원 : 072번 반란군3 역
- 박상운 : 073번 역
- 박재홍 : 084번 역
- 송보람 : 092번 역
- 정용준 : 094번 역
- 김시은 : 095번 김영미 역
- 이석 : 096번 해병남 역
- 고지연 : 097번 역
- 송영창 : 100번 임정대 역
- 이기용 : 101번 역
- 손대민 : 102번 역
- 김도연 : 111번 역
- 송유진 : 119번 역
- 신새암 : 134번 역
- 정용현 : 135번 역
- 박조은 : 138번 역
- 문록현 : 140번 역
- 양미나 : 144번 역
- 하수호 : 145번 역
- 안병록 : 146번 역
- 김일두 : 151번 역
- 김상헌 : 154번 역
- 김근혁 : 158번 역
- 한태은 : 163번 역
- 장명현 : 164번 역
- 박상용 : 165번 역
- 나준석 : 167번 역
- 김용남 : 168번 역
- 진용욱 : 172번 역
- 우경산 : 176번 역
- 김현 : 178번 역
- 하수호 : 182번 역
- 한주미 : 184번 역
- 전민정 : 188번 역
- 권유준 : 189번 역
- 장태민 : 192번 역
- 정종민 : 195번 역
- 송지우 : 196번 강미나 역 - 최초 탈락자
- 도예준 : 197번 역
- 박현철 : 198번 장도영 역
- 박태산 : 202번 역
- 최귀화 : 203번 김기민 역
- 강현우 : 204번 역
- 강태양 : 205번 역
- 유독현 : 206번 반란군2 역
- 이원철 : 209번 역
- 하진철 : 211번 역
- 심은우 : 212번 역
- 김문수 : 214번 역
- 감은경 : 215번 역
- 김신열 : 216번 역
- 노성후 : 217번 역
- 임용찬 : 218번 역
- 이성우 : 226번 김영삼 역
- 박재철 : 235번 희생남1 역
- 미상 : 236번 역
- 전강호 : 237번 역
- 조광엽 : 245번 역
- 이재성 : 249번 역
- 미상 : 252번 역
- 박보경 : 254번 역
- 강성욱 : 256번 경수 역
- 홍지원 : 258번 역
- 박석현 : 261번 역
- 신영미 : 267번 역
- 박현준 : 270번 역
- 미상 : 271번 역
- 미상 : 274번 역
- 김현진 : 281번 역
- 이은미 : 283번 이은주 역
- 조경현 : 285번 역
- 임동윤 : 286번 역
- 김주성 : 291번 역
- 이유섭 : 293번 역
- 우강민 : 296번 탈락남 역
- 이경민 : 306번 신도남 역
- 강우람 : 307번 역
- 김승희 : 308번 역
- 유지혜 : 310번 역
- 서문호 : 313번 역
- 미상 : 317번 역
- 홍승균 : 324번 반란군1 역
- 유지선 : 328번 역
- 박상호 : 332번 역
- 박진우 : 336번 이승원 역
- 진혜영 : 334번 역
- 한영은 : 340번 역
- 김지오 : 341번 역
- 강현중 : 343번 심재석 역
- 이민아 : 347번 역
- 강민석 : 348번 역
- 김금순 : 349번 역
- 이병천 : 351번 역
- 배주현 : 352번 역
- 이규회 : 353번 김윤태 역
- 윤규태 : 355번 역
- 현승호 : 358번 역
- 이철준 : 367번 역
- 예진영 : 371번 역
- 이흥윤 : 376번 역
- 신희철 : 377번 역
- 권혁석 : 382번 역
- 유재오 : 392번 역
- 최원 : 395번 역
- 정대용 : 401번 역
- 구자훈 : 402번 역
- 김규현 : 403번 역
- 김민호 : 404번 역
- 김은정 : 405번 역
- 이진용 : 406번 역
- 신태윤 : 407번 역
- 이종균 : 408번 역
- 김민 : 409번 역
- 한민환 : 410번 역
- 한상철 : 411번 역
- 박준현 : 412번 역
- 서정룡 : 413번 역
- 곽영필 : 414번 역
- 고서정 : 415번 역
- 김승가 : 416번 역
- 이진경 : 417번 역
- 이상진 : 418번 역
- 정지호 : 419번 역
- 이태희 : 420번 역
- 이경인 : 421번 역
- 오석종 : 422번 역
- 조승아 : 423번 역
- 이지영 : 424번 역
- 김정낙 : 425번 역
- 김창훈 : 426번 역
- 김단우 : 427번 역
- 이종무 : 428번 역
- 유신영 : 429번 역
- 장미연 : 430번 역
- 송승호 : 431번 역
- 김종열 : 432번 역
- 김안용 : 433번 역
- 기병탁 : 434번 역
- 박종영 : 435번 역
- 강신구 : 436번 역
- 강희세 : 437번 역
- 이가영 : 438번 역
- 주승현 : 439번 역
- 김영미 : 440번 역
- 강태인 : 441번 역
- 서호철 : 442번 역
- 이봉하 : 443번 역
- 조현우 : 444번 김남두 역
- 이동균 : 445번 역
- 최영록 : 446번 역
- 김재홍 : 447번 역
- 이지유 : 448번 역
- 이종훈 : 449번 역
- 황동규 : 450번 역
- 배재현 : 451번 역
- 이현진 : 452번 역
- 권재홍 : 453번 역
- 정은경 : 454번 역
- 문민철 : 455번 역

### 기타 인물
- 위하준 : 황준호 역 - 인호의 남동생
- 오달수 : 박 선장 역 - 준호를 구해준 인물, 게임이 진행되었던 섬을 찾기 위한 준호를 돕고있다.
- 공유 : 딱지남 역
- 전석호 : 최우석 역 - 시즌1 사채업자 김 대표의 똘마니
- 이하늬 : 비공개
- 박희순 : 오징어게임 내 부대장 역
- 김법래 : 김정래 역 - 햇빛캐피탈 대표, 시즌1에서 기훈에게 폭력으로 추심을 했던 인물
- 박예봄 : 나연 역 - 경석의 딸
- 최재섭 : 브로커 역 - 탈북민들 상대로 가족을 찾아주거나 남한으로 데려오는 일을 하고 있다. 시즌1 새벽, 시즌2 노을의 가족도 찾고 있다.

### 우정 출연
- 정호연 : 강새벽 역 - 철의 누나
- 박해수 : 상우 역

## 제작

### 개발

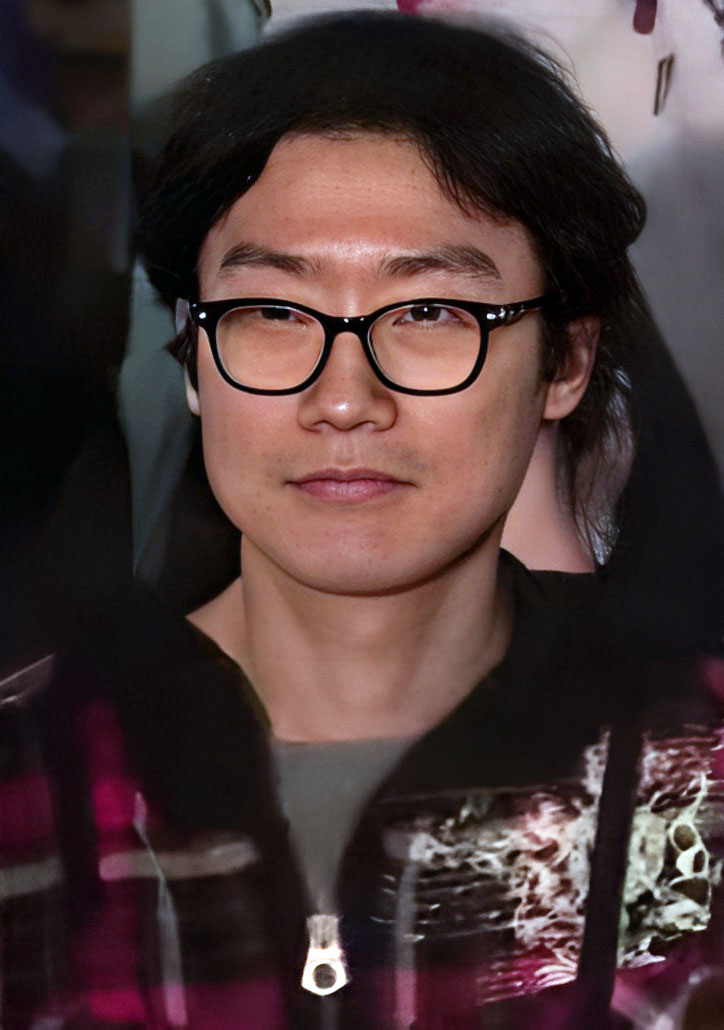
시리즈 제작자이자 감독 황동혁

2021년 10월 말, 오징어 게임 제작자 황동혁은 두 번째 시즌에 관해 넷플릭스와 논의 중이라고 밝혔다. 또한 2021년 12월에 넷플릭스와 세 번째 시즌도 논의 중이라고 밝혔다. 황동혁은 다른 영화를 먼저 제작하고 넷플릭스와 계약을 맺고 오징어 게임 시즌에만 추가 영화를 제작하여 오징어 게임으로만 알려지는 것을 피하기를 원했다. 황동혁은 2021년 11월 언론 행사에서 두 번째 시즌 구상 작업을 시작했으며 이정재를 다시 데려와 기훈 역을 다시 맡을 계획임을 확인했다. 넷플릭스는 황동혁의 발언에 대해 아직 두 번째 시즌을 공식적으로 승인하지는 않았지만 시즌1에 대해 황동혁과 논의 중이라고 밝혔다. 2022년 1월 실적 발표에서 넷플릭스의 사란도스는 두 번째 시즌에 대한 질문에 "물론... 오징어 게임 세계가 이제 막 시작되었다"고 말했다. 황동혁은 2022년 4월 움베르토 에코의 작품 '파페 사탄 알레페: 미친 세상을 이해하는 척하는 방법'(Pape Satan Aleppe: Chronicles of a Liquid Societ)을 각색한 '노인 죽이기 클럽'(Killing Old People Club)을 작업 중이라고 밝혔으며, 오징어 게임 시즌 2가 2024년까지 완성, 반영될 것으로 예상했다. 넷플릭스는 두 번째 시즌이 2022년 6월에 승인되었음을 확인했다.

### 각본
9개의 에피소드로 구성된 첫 번째 시리즈를 직접 작성하고 제작해야 하는 스트레스로 인해 황동혁은 처음에는 오징어 게임의 두 번째 시즌을 작성할 즉각적인 계획이 없었고 후속 스토리에 대한 잘 발달된 계획도 없었다. 각본을 위해서는 황동혁을 도와줄 작가와 감독의 지원이 필요한 상황이었다. 하지만 프로그램의 엄청난 인기에 황동혁은 이후 CNN과의 인터뷰에서 "현재 확정된 것은 없지만 너무 많은 분들이 열광해 주셔서 정말 고민하고 있다"며 2021년 시즌 2 제작 가능성에 대해 언급했다. 황동혁은 또한 더 타임스와의 인터뷰에서 두 번째 시즌이 경찰에 대한 더 많은 내용을 포함할 뿐만 아니라 프론트 맨의 이야기에 더 초점을 맞출 것이라고 말했다. "경찰 문제는 한국만의 문제가 아니라고 생각한다. 경찰이 조치를 취하는 데 매우 늦을 수 있다는 소식이 글로벌 뉴스에 등장했다. 피해자가 늘어나거나 신속하게 조치를 취하지 않아 상황이 더욱 악화될 수 있다는 점을 꼭 제기하고 싶었다." 수수께끼의 프론트맨과 경찰관 형 황준호의 관계, 그리고 세일즈맨 캐릭터(공유 분)의 배경도 탐구하고 싶었다고 덧붙였다. 황동혁은 이번 시즌에 등장하는 게임에 대해 "한국의 많은 아이들이 어릴 때부터 즐겼던 단순한 어린이 게임이다. 현장에 가서 어린시절이 생각나는 기억이 난다"고 말하면서도 개봉을 하고 싶다고도 말했다. 이번에는 좀 더 보편적으로 인식될 수 있는 게임이 될 것이다. "전 세계 여러 나라에서 여러분이 어렸을 때 플레이했던 이러한 게임과 유사한 버전이 있을 것이다. 둘 다 매우 재미있을 것이다. 이해하기 쉽고 플레이하기 쉽고 매우 재미있다."고 말했다.

### 캐스팅
황동혁은 2022년 4월 시즌2로 기훈과 프론트맨의 캐릭터가 돌아올 것이라고 확정하며 영희의 남자친구 철수를 소개하기로 예정했다. 황동혁은 죽은 캐릭터 중 지영 등을 다시 부활시키고 싶다고 밝혔으며, 당시 시즌2에 대한 계획이 없었기 때문에 사랑하는 캐릭터를 여러 명 죽인 것에 대해 안타까움을 표했다.
2023년 6월 넷플릭스 투둠: 글로벌 팬 이벤트에서 이정재는 이병헌, 공유, 위하준과 함께 다시 역할을 맡는 것으로 확정됐다. 6월 29일, 넷플릭스는 강하늘, 박성훈, 임시완, 양동근, 박규영, 이진욱, 원지안, 조유리, 강애심, 최승현, 이다윗, 노재원이 포함된 새 시즌의 출연진에 대한 자세한 정보를 공개했다.
개봉에 앞서 이 드라마는 트랜스젠더 여성 캐릭터 현주 역에 남자 배우 박성훈을 캐스팅했다는 논란을 불러일으켰다. 일부에서는 이러한 비판에 대해 한국에서 트랜스젠더를 주목받게 하려는 노력이 합리적이지 않다고 주장했다. 사람들은 또한 한국 시리즈에 트랜스 캐릭터를 포함하는 것이 표현의 중요한 단계라고 말했다.

### 의상, 세트 디자인, 촬영
시즌 2의 본 촬영은 2023년 7월에 시작될 예정으로 '최소 10개월' 동안 지속될 것으로 예상됐다. 제작진은 지난 7월 10일 인천공항 촬영 중 시민들을 향한 학대 의혹으로 논란에 휩싸였다. 해당 문제에 대해 제작사는 공식 사과문을 발표했다. 2023년 8월 촬영이 진행 중인 것으로 알려졌다. 2024년 7월 촬영을 마무리하고 시즌3과 함께 연속 촬영됐다.

### 음악
작곡가 정재일이 두 번째 시즌을 작곡하기 위해 돌아왔고, 사운드트랙 앨범은 2024년 12월 27일 넷플릭스 뮤직을 통해 공개됐다. 정재일은 2023년에 자신의 참여를 확인하면서 두 번째 시즌이 첫 번째 시즌까지의 점수에서 일부 요소를 유지하지만 "더 기괴하고 독특한 사운드"를 갖게 될 것이라고 BBC에 말했다. 두 번째 시즌에는 자코모 푸치니의 투란도트의 아리아 "아무도 잠들지 말라"와 사라 브라이트만과 안드레아 보첼리의 "그대와 함께 떠나리"도 포함되어 있다.
따로 언급된 부분을 제외한 모든 트랙은 정재일이 작곡했다. 다만 참가 게임에서 나온 노래중 동요곡(예: 둥글게 둥글게)은 포함되지 않았다.
전체 작사·작곡: 정재일 (별도 표기가 없는 한)
| #   | 제목                                                                 | 재생 시간 |
| --- | -------------------------------------------------------------------- | --------- |
| 1.  | 〈Way Forward〉                                                      | 4:04      |
| 2.  | 〈O X I〉                                                            | 3:09      |
| 3.  | 〈You're Nothing but a Puppet〉                                      | 2:25      |
| 4.  | 〈Pink Soldiers Redux〉 (written and performed by Kim Sungsoo)       | 2:58      |
| 5.  | 〈Vote I〉                                                           | 2:49      |
| 6.  | 〈Let's Go Out!〉                                                    | 2:21      |
| 7.  | 〈Round the Circle I〉                                               | 3:35      |
| 8.  | 〈Let Me Be a Part of the Game〉                                     | 3:58      |
| 9.  | 〈Jung-bae Ya!〉                                                     | 4:52      |
| 10. | 〈Round II〉                                                         | 2:06      |
| 11. | 〈No Way Back〉                                                      | 2:17      |
| 12. | 〈O X II〉                                                           | 3:30      |
| 13. | 〈Hyun-ju〉                                                          | 2:14      |
| 14. | 〈War〉                                                              | 2:41      |
| 15. | 〈A Five People Game〉 (written and performed by Park Min-ju)        | 4:30      |
| 16. | 〈I Believe Your Courage〉                                           | 1:14      |
| 17. | 〈The Team HJ〉                                                      | 2:25      |
| 18. | 〈Gong-gi with Bullets〉                                             | 2:20      |
| 19. | 〈We're Together〉                                                   | 2:30      |
| 20. | 〈Funeral〉 (written and performed by Kim Sungsoo)                   | 3:25      |
| 21. | 〈A Toilet Fight I〉 (written and performed by Park Min-ju)          | 3:10      |
| 22. | 〈Ddakji Man〉 (written and performed by Park Min-ju)                | 2:41      |
| 23. | 〈Round the Circle V〉                                               | 4:16      |
| 24. | 〈Molar I〉 (written and performed by Park Min-ju)                   | 0:41      |
| 25. | 〈A White Limousine II〉 (written and performed by Park Min-ju)      | 1:33      |
| 26. | 〈Player vs Pink Guards〉 (written and performed by Park Min-ju)     | 3:51      |
| 27. | 〈Player vs Pink Guards III〉 (written and performed by Park Min-ju) | 4:33      |
| 28. | 〈Counter Strike〉                                                   | 1:37      |
| 29. | 〈Don't Die in Vain〉                                                | 4:01      |

## 마케팅
2024년 9월 넷플릭스 긱트 위크(Netflix Geeked Week) 기간 동안 시즌 포스터와 티저가 공개되었다.
2024년 12월 19일, 런던에서 시즌과 관련된 레이브 파티가 열렸다. 유명한 스트리머 이바이 야노스(Ibai Llanos)는 KFC와 함께 자신만의 오징어 게임 버전을 조직했다. 이번 시즌 3일간 진행된 행사에는 필리핀 언론인 MJ 마르포리가 참석해 이정재와 인터뷰도 진행했다.

## 평가
리뷰 애그리게이터 웹사이트 로튼 토마토에서는 33명의 비평가 리뷰 중 82%가 긍정적이며 평균 평점은 7.5/10이다.

## 개봉
오징어 게임 시즌 2는 2024년 12월 26일에 개봉되었다.